# Mohamed Khodavand
Mohamed Khodavand (persisch محمد تقی خان خداوند) (* 7. März 1950 in Teheran) ist ein ehemaliger iranischer Radrennfahrer.

## Sportliche Laufbahn
Khodavand war im Straßenradsport und im Bahnradsport aktiv und Teilnehmer der Olympischen Sommerspiele 1972 in München. Im Mannschaftszeitfahren kam der Iran mit Khosro Haghgosha, Mohamed Khodavand, Gholam Hossein Koohi und Behrouz Rahbar auf den 32. Rang. In der Mannschaftsverfolgung scheiterte der Vierer mit Khosro Haghgosha, Mohamed Khodavand, Gholam Hossein Koohi und Behrouz Rahbar in der Qualifikation.